# 日野・スーパードルフィン

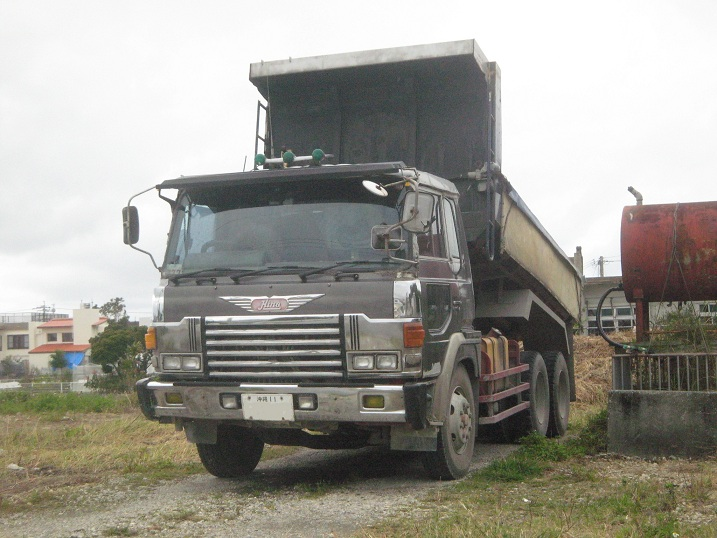
スーパードルフィン
（1983年改良型）写真はダンプにトラクタのグリルを装着したもの

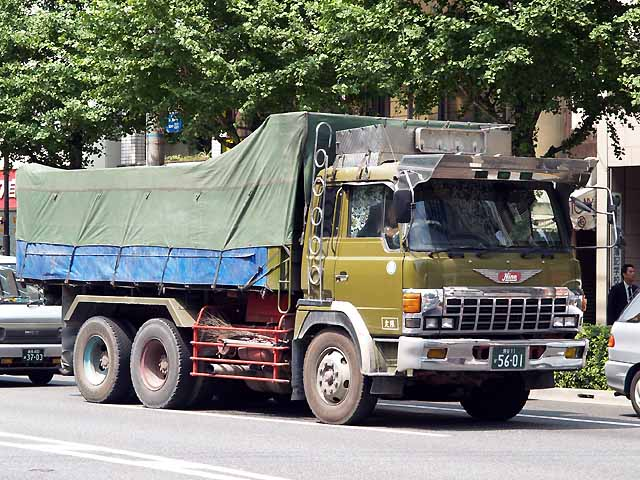
スーパードルフィンFS
（1985年改良型）通称蜂の巣グリル。バンパーは鬼グリル期用。

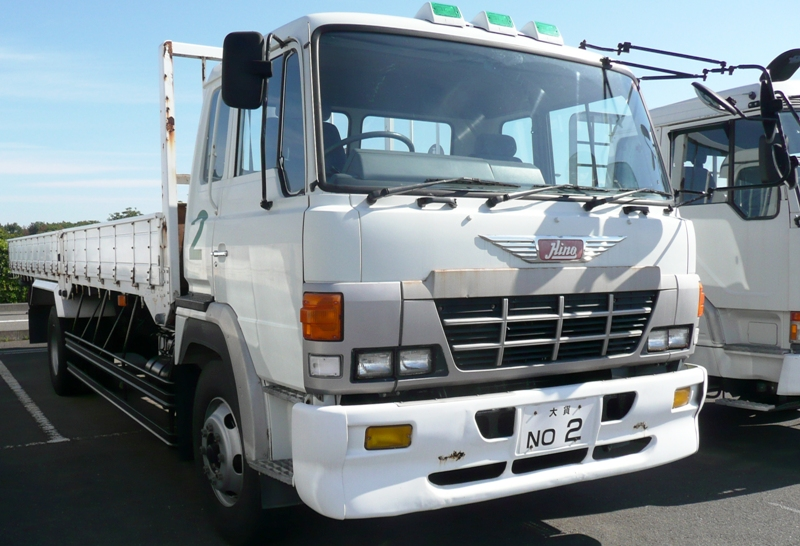
スーパードルフィンFH
（最終型）鬼グリル

スーパードルフィン（Super Dolphin）は、日野自動車により1981年にKF/ZM系（全車系に共通の名前はない）の後継車として発売された大型トラックである。

## 概要
発売当時、この名前は正式名称ではなく、正式に呼ばれたのは1983年になってからである（1981年当時のCMでも「日野大型トラック」と呼称。CM終盤にイルカのマークに名前記載はあった。キャッチコピーは「81年大地を支配する」）。現在、大型車では当たり前となったハイルーフキャビンを誕生させた車種でもある。1992年には“スーパードルフィン・プロフィア”として2003年までこの名前が使用され、日野・プロフィアに引き継がれる。
また、車系を単車系はF、セミトラクタ系はSで始まるものにすべて一新した。この型式はプロフィアにも受け継がれている。
先代のH系トラクタに設定されていたハイマウントキャブは存在しないが、単車とセミトラクタではグリルデザインが異なる。
運転手の間では、トラクタのグリルを単車に移植する改造が流行っている。

## 歴史
- 1981年5月　発売開始。排ガス識別記号が型式の頭に付き、型式は単車がK-F#、セミトラクタがK-S#系となる。キャブデザインは中型のレンジャーの大型版、といった感じである。前期型は丸目4灯ライトで、レンジャーと同じものが採用された。セミトラクタのみトレーラーグリルと呼ばれるHE/HHの顔を踏襲した物が装着されている。前期型はトラクタも丸目である。エンジンはV10がEV700（415馬力）、V8がEF550（300馬力）とEF750（330馬力）、直6はEK100（270馬力）と日本初のインタークーラーターボを採用したEP100（285馬力）が搭載された。フロントのウインカーランプはZM系のものと非常に似通っており一見すると流用に見えるが、よく見るとドルフィン用はレンズの幅が大きく、反射鏡の形状も違う別物である。テールランプはイチコーの角型タイプが純正装着された。ウインカーランプに反射板があるのが特徴で、国内他3社のトラックでは純正装着されていない。フロントグリルには「（例）SH63」と4桁の文字がエンブレムで表記されていた。これは車種によって異なり、前から2桁のアルファベットは車系、後ろから2桁の数字はエンジン型式や出力を表している。（例えばSHは2軸セミトラクタを表しており、63は330馬力のEF750型エンジンを搭載している事を表している）。キャッチコピーは「ディーゼルエンジンが頭脳をもった」、「81年大地を支配する、日野大型トラック」。

- 1983年　昭和58年排出ガス規制適合を機にマイナーチェンジ。角形4灯ライトに変更。ウインカーの形状変更、ポジションランプはウインカーランプに組み込まれていたが、独立してヘッドライト横へ配置。横線基調のルーバータイプグリル採用。「シャッターグリル」や「ブラインドグリル」、「洗濯板」と呼ばれる。トラクタもマイナーチェンジされ、グリルが新しくデザインされた。ヘッドライトベゼルはグリル同色だった。また、旧型のWGが継続生産されていた除雪車がモデルチェンジした[1]。キャッチコピーは「先進が走る」。

- 1985年　マイナーチェンジ。四角い穴が上下左右に並んだグリルが装着された。通称「蜂の巣グリル」と呼ばれる。V8エンジンにF17C（360馬力）、直6ターボにK13C（330馬力）を追加。バッテリーリレースイッチ廃止。ヘッドライトベゼルはブラックに塗装される。ミラーステーなどの形状もシャッター期と異なる。キャッチコピーは「独走スーパードルフィン」。車型とエンジン番号のエンブレム「例SH63、FR28、FH22等」は立体のエンブレムから、ステッカーになった。セミトラクタではシャッター期と違いを見分けるポイントである。

- 1987年　単車に続きトラクタをマイナーチェンジ。V10エンジンはEV700からV21C（390馬力）、V22C（420馬力）に変更した。

- 1990年　平成元年排出ガス規制適合を機にマイナーチェンジ。単車は通称「鬼グリル」と呼ばれる逆台形のグリルが採用された。速度表示灯はこれまでZM系の物を踏襲した串差し型の丸型3連から角型に変更された。5代目レンジャー増トン車の速度表示灯はこのドルフィン用の流用である。フロントバンパーもデザイン変更され、トラクタでは速度灯とともに年式を見分けるポイントである。また、ドアの窓枠が従来のシルバーからブラック、運転席側のミラーステー取付位置がピラーからドアに変更された。エンジンはV8をEF750からF17D、F17CからF17Eと改めてF20Cを追加した。型式が変化しており、搭載エンジンは2桁の数字から1桁の数字と英字を組み合わせたものになる。（例P-SH631AA→W-SH3FDAA）。そのためかフロントグリルには車型のみが表示されるようになる。一方、直6エンジンはEK100からK13Dに、直6ターボをEP100からP09CとK13Cに変更。ハイルーフ車の速度表示灯はキャブにビルトイン化された。キャッチコピーは「私の前には誰もいない」、「ハイバランス10t」。

- 1992年 - モデルチェンジの際にプロフィア のサブネームが付いた。

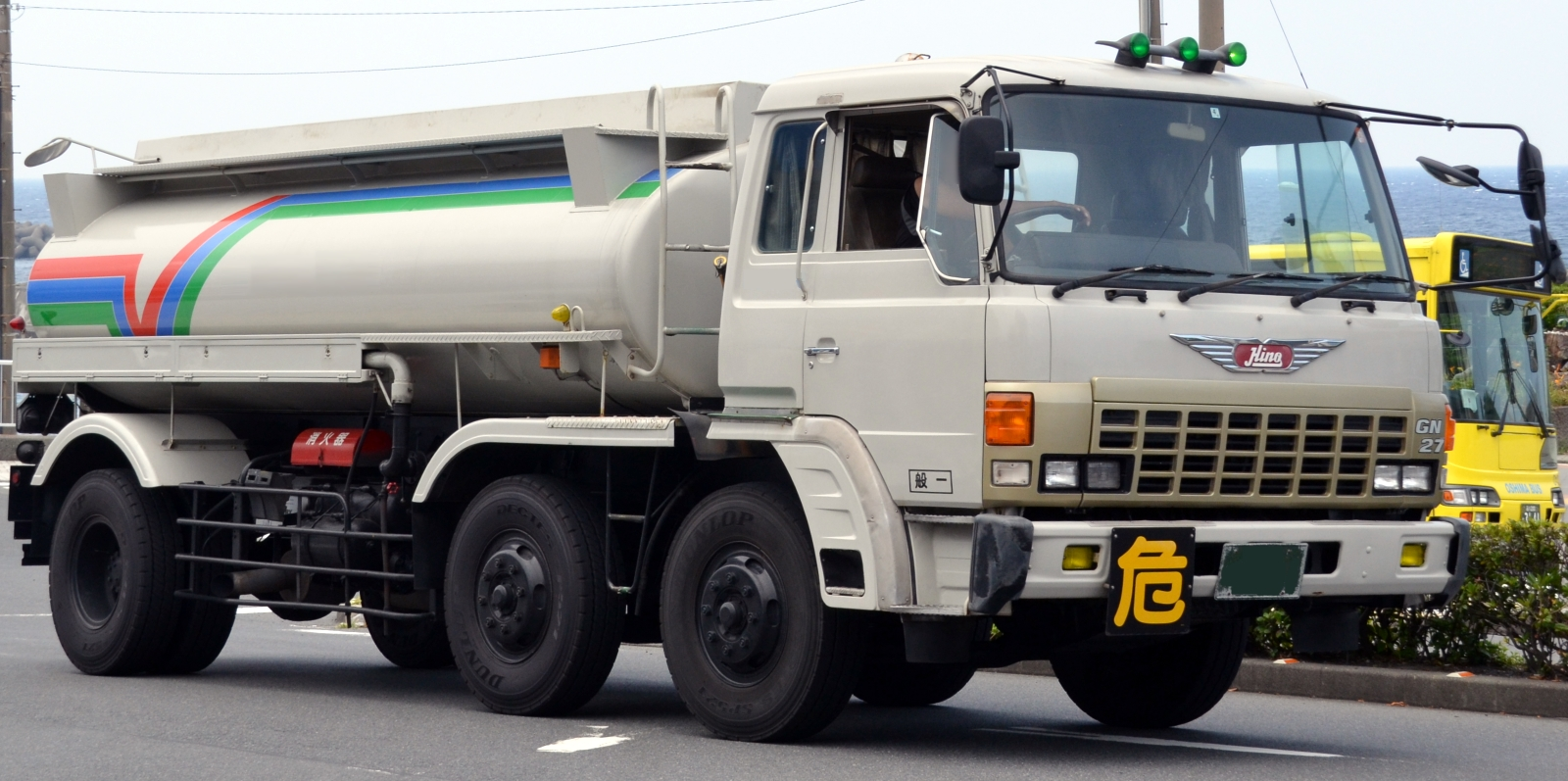
スーパードルフィンGN （1985年改良型）
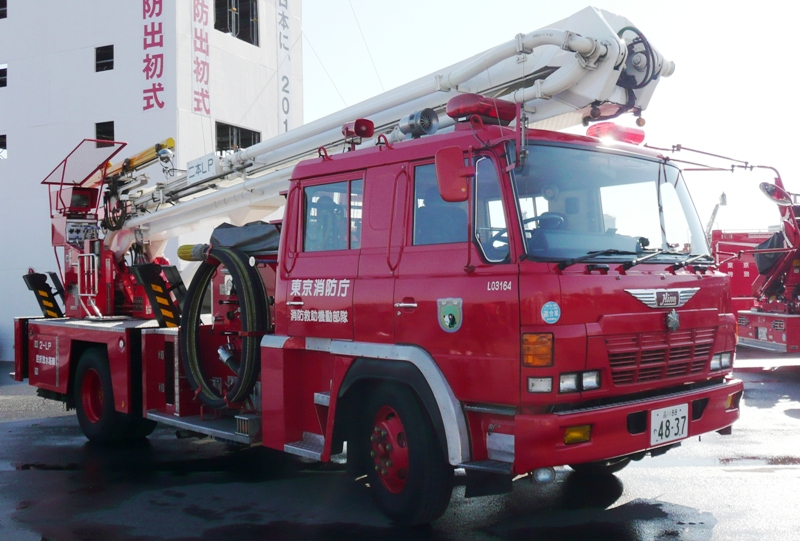
スーパードルフィンFH （最終型） ダブルキャブ消防車
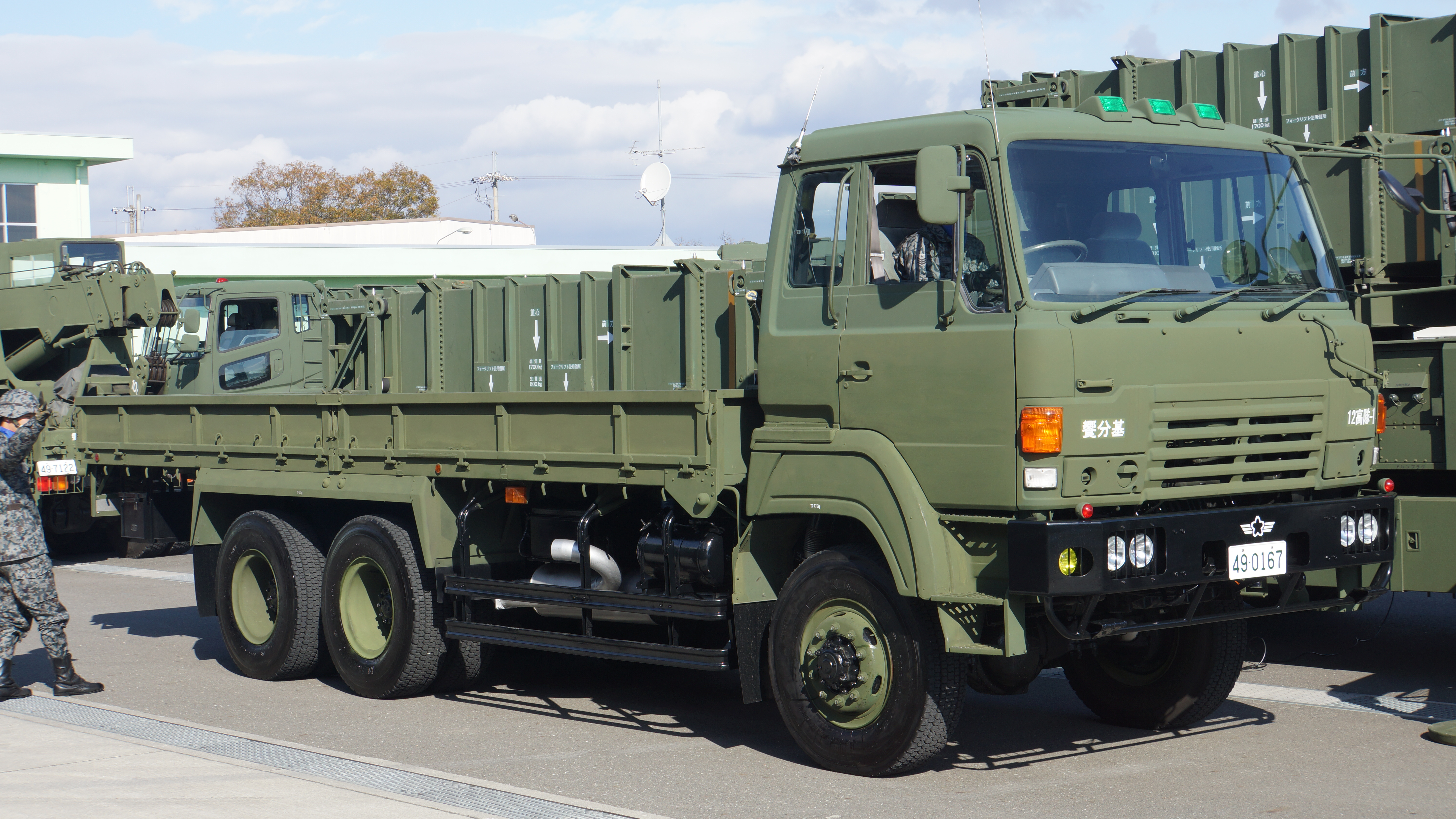
スーパードルフィンFU 航空自衛隊 ミサイル運搬車

## ラインアップ
- FH(4×2)
- FR(6×2R、トラニオンサス、エアサス)
- FP(6×2R、Zサスペンション)
- FN(6×2F)
- FS(6×4)
- FQ(低床6×4)
- FW(低床8×4)
- FZ(4×4、除雪車)
- FU(6×6、除雪車)
- SH(4×2セミトラクタ）
- SS(6×4セミトラクタ）
- GN(6×2F、タンクローリー専用シャーシ)
- WP(6×2P、構内専用車、30t積み)

## 搭載エンジン
「区分」は各エンジンに付けられた記号であり、車種ごとの型式から搭載エンジンを判別できるものである。例えば、P-SH631AAの場合、「63」はEF750エンジン搭載車となる。
1990年を境にエンジン記号が2桁の数字から1桁の数字+1桁の英字に変わっている。
1981-1990年
| 区分 | エンジン型式 | 形態・方式                  | 排気量(cc) | 出力帯(PS) | 搭載期間  |
| ---- | ------------ | --------------------------- | ---------- | ---------- | --------- |
| 22   | EM100        | 直6・NA                     | 9,419      | 220        | 1981-1990 |
| 27   | EK100        | 直6・NA                     | 13,267     | 270        | 1981-1990 |
| 28   | EP100        | 直6・インタークーラーターボ | 8,821      | 290・310   | 1982-1990 |
| 33   | K13C         | 直6・インタークーラーターボ | 12,882     | 335        | 1986-1990 |
| 60   | EF550        | V8・NA                      | 16,260     | 300        | 1981-1990 |
| 63   | EF750        | V8・NA                      | 16,745     | 330・390   | 1981-1990 |
| 66   | F17C         | V8・NA                      | 17,238     | 360        | 1985-1990 |
| 69   | V21C         | V10・NA                     | 20,932     | 390        | 1987-1990 |
| 71   | EV700        | V10・NA                     | 19,900     | 415        | 1981-1986 |
| 72   | V22C         | V10・NA                     | 21,548     | 420        | 1987-1990 |

1990-1992年。例えば、W-SH3FDAAの場合、「3F」はF20C搭載車となる。
| 区分 | エンジン型式 | 形態・方式                  | 排気量(cc) | 出力帯(PS) | 搭載期間  |
| ---- | ------------ | --------------------------- | ---------- | ---------- | --------- |
| 1F   | F17D         | V8・NA                      | 16,745     | 310        | 1990-1992 |
| 1P   | P09C         | 直6・インタークーラーターボ | 8,821      | 295・315   | 1990-1992 |
| 1K   | K13C         | 直6・インタークーラーターボ | 12,882     | 345・375   | 1990-1992 |
| 2K   | K13D         | 直6・NA                     | 13,267     | 270        | 1990-1992 |
| 1F   | F17D         | V8・インタークーラーターボ  | 16,745     | 390        | 1990-1992 |
| 2F   | F17E         | V8・NA                      | 17,238     | 340        | 1990-1992 |
| 3F   | F20C         | V8・NA                      | 19,688     | 370        | 1990-1992 |
| 1V   | V22C         | V10・NA                     | 21,548     | 410        | 1990-1992 |
| 2V   | V25C         | V10・NA                     | 24,610     | 450        | 1990-1992 |

## CM出演者
- 佳那晃子（1983～84年）
- ジャンボ鶴田（1985～86年）
- 日野皓正（BGM・1986～87年）
- ケニー・G（BGM・1991年）

## その他
1994年に公開されたスタジオジブリが製作した映画「平成狸合戦ぽんぽこ」の一場面で同型車両（1986年マイナーチェンジ、通称蜂の巣グリル）が使用されていたことがある。